# بيوموتانت
بيوموتانت (بالانجليزية: Biomutant) هي لعبة فيديو من نوع اكشن تقمص أدوار تم تطويرها بواسطة المطور السويدي (Experiment 101), ونشرتها THQ Nordic، تدعم اللعبة 14 لغة، ومن بينها العربية.
تم إصدار اللعبة في 25 مايو 2021 لأنظمة مايكرسوفت ويندوز وبلاي ستيشن 4 وإكس بوكس ون. مع إطلاق إصدارات بلاي ستيشن 5 وXbox Series X / S في وقت لاحق.

## أسلوب اللعب
بيوموتانت (بالانجليزية: Biomutant) هي لعبة فيديو من نوع أكشن تقمص أدوار عالم مفتوح ويتم لعبها من منظور الشخص الثالث حيث يتحكم اللاعب في محارب من الثدييات في عالم مليء بالحيوانات المتحولة. يقوم اللاعبون أولاً بتخصيص شخصياتهم بما في ذلك الجنس والطول وشكل الجسم وسمكه والفراء والأنياب والعديد من السمات الأخرى التي يمكن تعديلها وكلها لها تأثير مباشر على إحصائيات الشخصية أثناء اللعب. الشخصية السميكة ثقيلة، مما يجعلها بطيئة ولكن على الجانب الآخر تسمح لها بالتعامل ومقاومة المزيد من الاضرار. يجمع نظام القتال بين Mele attacks وإطلاق النار بعيد المدى. يجمع اللاعب الأجزاء طوال اللعبة ويجمع هذه الأجزاء لإنشاء سلاح. كل جزء له تأثيره الخاص على إحصائيات المنتج النهائي. تتميز اللعبة بمجموعة متنوعة من العناصر، بما في ذلك المبردة والكهربائية، والتي تعتبر فعالة في المعارك. عندما يتم وضع جزء مبرد على سلاح، فإن الأعداء سيتجمدون عند ضربهم. يمكن للاعب الجمع بين قوة أسلحة متعددة من خلال التبديل بين الأسلحة المختلفة أثناء القتال. بطل الرواية يقدر على المراوغة يسار ويمين وللخلف، وكذلك القفز. إلى جانب رفع مستوى الشخصية القابلة للعب، يمكن للاعب أيضًا استخدام نقاط المستوى الأعلى لتقوية سماته أو لفتح مجموعات هجومية جديدة. هناك طريقة أخرى لتعلم حركات جديدة وهي التفاعل مع شخصيات معينة في كل منطقة. تعتمد معظم الحركات على الأسلحة، والتي يمكن صنعها باستخدام نظام صناعة الأسلحة في اللعبة.
طوال اللعبة، يمكن للاعبين أيضًا تغيير قدراتهم، والنظر من خلال الطفرات وأجزاء الجسم الميكانيكية الحيوية مثل ربط الأرجل والأجنحة والمخالب الروبوتية التي يمكن استخدامها للحصول على مزايا مختلفة ضد أعداء معينين أو في مواقع معينة. من أجل الوصول إلى مناطق محددة، يجب على اللاعب تغيير أجزاء الجسم، أو تجهيز العتاد المناسب لتلك المنطقة، أو الحصول على مركبات معينة، مثل منطاد الهواء أو الزلاجات النفاثة. بهذه الطريقة، يمكن للاعب التغلب على العقبات التي تسببها البيئة المحيطة به، مثل محدودية توافر الأكسجين في منطقة الموت: من خلال ارتداء قناع غاز أو حاوية أكسجين، ويمكن للاعب المغامرة في عمق المناطق واستكشاف أماكن جديدة لا يمكن الوصول إليها دون أي احتياطات، بينما يمكن الوصول إلى جزء أكبر من المنطقة عن طريق الحصول على ميكانيكي. يمكن للاعب استكشاف عالم اللعبة بسلاسة سيرًا على الأقدام أو بالطيران أو باستخدام منطاد هوائي وجت سكي وميكانيكي. كما تحتوي على نظام طقس ديناميكي ودورة نهارية وليلية تؤثر على طريقة اللعب وسلوك العدو.
القصة قائمة على المهام وخطوط المهمة قائمة على الشخصية. ستوفر شخصيات معينة خطوط مهمة للاعب المنبثقة من منطقتهم. كلما زاد تفاعل اللاعب مع هذه الشخصية، أصبح قوس تلك المنطقة المحددة أوسع.
تتميز بيومتانت (بالانجليزية: Biomutant) أيضًا بنظام كارما للشخصات الغير قابلة للعب ونظام مصاحب لتجنيد الحلفاء للقتال والسفر جنبًا إلى جنب مع اللاعب. اعتمادًا على الإجراءات والتفاعلات والقرارات التي يتخذها اللاعب طوال اللعبة بأكملها، يمكن أن تتغير المواقف التي تتخذها الشخصيات، مما يؤثر على استمرار القصة حيث سيتم تغيير الحوارات وخطوط المهمة. رويت القصة كاملة. مع زيادة وقت اللعب، يقل مستوى السرد. سيتمكن اللاعبون أيضًا من ضبط تردد السرد يدويًا.

## حبكة
تحتوي بيوموتانت (بالإنجليزية: Biomutant) على قصص متفرعة حيث ستقرر القرارات التي يتخذها اللاعب كيفية استمرار القصة. تدور الحبكة الرئيسية حول «شجرة الحياة»، التي ضربتها كارثة طبيعية وتصبح ملوثة بالزيت السام من تحت التربة. الجذور الخمسة للشجرة، التي من خلالها تعطي الحياة للعالم كله، تتعرض أيضًا للتهديد من خمسة مخلوقات تبدأ في قضمها ببطء، وتهدد بقتل الشجرة قبل أن تتمكن من شفاء نفسها. ومما يزيد الوضع تعقيدًا ست قبائل، انفصلت كل منها عن مقاطعة ها الأصلية. ثلاثة منهم يريدون شفاء شجرة الحياة واستعادة التوازن الطبيعي للعالم، بينما يرى الثلاثة الآخرون فرصة لتوسيع أراضيهم وقوتهم. يمكن أن تتأثر كل قبيلة من خلال نظام الكارما. يمكن للاعب التحالف مع قبيلة والقضاء على القبائل الأخرى من أجل زيادة قوة القبيلة المتحالفة في العالم، على الرغم من أنه يمكن للاعب أيضًا تحديد مصير شجرة الحياة دون الحاجة إلى القضاء على أي من القبائل إذا أرادوا ذلك.

## تطوير
بيوموتانت (بالإنجليزية: Biomutant) هي اللعبة الأولى لاستوديو التطوير السويدي Experiment 101، الذي تم تأسيسه في صيف 2015 من قبل موظفين سابقين في Avalanche Studios. بعد العمل على سلسلة Just Cause لسنوات عديدة، أراد مؤسسوا الاستوديو العودة إلى أساسيات تطوير ألعاب الفيديو وإنشاء لعبة «ممتعة بطريقة جيدة». Experiment 101 لديها منظمة مسطحة وكان لديها 18 موظفًا في أغسطس 2018. بدأ التطوير في بيوموتانت بعد وقت قصير من تأسيس الاستوديو.
في 19 أغسطس 2017، كشف إعلان في مجلة الألعاب الألمانية جيمز ماركت (GamesMarkt)عن وجود اللعبة، ووصفها بأنها «حكاية كونغ فو ما بعد نهاية العالم»، قبل الإعلان عنها بالكامل في 21 أغسطس. كانت اللعبة قابلة للعب في وقت لاحق من ذلك الأسبوع في المعرض التجاري الألماني Gamescom. في مقابلة نُشرت في اليوم التالي للإعلان عن اللعبة، قال ستيفان ليونغكفيست، رئيس استوديو Experiment 101، إن اللعبة كانت بالفعل مكتملة المحتوى. وذكر أيضًا أن أحد أصعب الأمور بالنسبة لفريق التطوير هو موازنة نظام القتال من أجل «الجمع بين إطلاق النار والقتال [الهجمات] والقدرات بطريقة بديهية تمامًا».
 يتم استخدام Unreal Engine 4 لتطوير اللعبة.
في 26 يناير 2021، أعلن حساب Biomutant على تويتر أنه سيتم إصدار اللعبة في 25 مايو 2021.

## الاستقبال
| استقبال |                                     |
| --- | ----------------------------------- |
| مجموع النقاط المجموع نقاط ميتاكريتيك PS4: 62/100 [ 16 ] PC: 68/100 [ 17 ] XONE: 68/100 [ 18 ] نتائج المراجعة نشرة نقاط دستركتويد 8/10 [ 19 ] إلكترونك غيمينغ مونثلي 2/5 [ 20 ] غيم إنفورمر 6.5/10 [ 21 ] غيم سبوت 6/10 [ 22 ] غيمز رادار 3/5 [ 23 ] آي جي إن 6/10 [ 24 ] جو فيديو 15/20 [ 25 ] بي سي غيمر (الولايات المتحدة) 60/100 [ 26 ] |                                     |
| مجموع النقاط |                                     |
| المجموع | نقاط                                |
| ميتاكريتيك | PS4: 62/100 PC: 68/100 XONE: 68/100 |
| نتائج المراجعة |                                     |
| نشرة | نقاط                                |
| دستركتويد | 8/10                                |
| إلكترونك غيمينغ مونثلي | 2/5                                 |
| غيم إنفورمر | 6.5/10                              |
| غيم سبوت | 6/10                                |
| غيمز رادار | 3/5                                 |
| آي جي إن | 6/10                                |
| جو فيديو | 15/20                               |
| بي سي غيمر (الولايات المتحدة) | 60/100                              |

تلقت بيوموتانت «مراجعات مختلطة أو متوسطة» وفقًا لميتاكريتيك.

## روابط خارجية
- الموقع الرسمي